# 東奧羅維爾 (加利福尼亞州)
東奧羅維爾（英語：Oroville East）是位於美國加利福尼亞州比尤特縣的一個人口普查指定地區。

## 地理
東奧羅維爾的座標為39°30′42″N 121°30′16″W / 39.51167°N 121.50444°W，而該地最高點為海拔高度51米（即167英尺）。

## 人口
根據2010年美國人口普查的數據，東奧羅維爾的面積為57.819平方千米，當中陸地面積為57.365平方千米，而水域面積為0.454平方千米。當地共有人口8280人，而人口密度為每平方千米143人。